# Yolanda (canción)
«Yolanda» es una canción escrita por el cantautor cubano Pablo Milanés en 1970.

## Descripción
Se trata de una balada lenta, de amor, dedicada a quien era su pareja en aquel momento, Yolanda Benet,  que acababa de dar a luz a su hija Lynn.
La canción se ha convertido en una de las más reconocidas del compositor, superando, en sus propias palabras, la fama del autor.
El tema está incluido en varios LP del artista, como Yo me quedo, Auto de fe (1982) o En vivo (1982), en el que la canta a dúo con Silvio Rodríguez.

## Historia
La canción Yolanda fue compuesta por Pablo Milanés en 1970 para su pareja por aquel entonces, Yolanda Benet, quien sirvió de inspiración para esta hermosea balada de amor.
Yolanda nació en la región cubana de Cienfuegos, aunque tenía ascendencia francesa. Siendo aún adolescente, se trasladó a La Habana donde comenzó a trabajar en el mundo del cine y la realización. Fue en 1968 cuando conoció a un joven Pablo Milanés, que por entonces tenía 23 años. Él venía de un matrimonio anterior que no había fructificado y que se truncó tras ocho años de relación. 
Yolanda y Pablo se casaron en 1971 en una ceremonia celebrada en La Habana Vieja y de aquella relación nacieron tres niñas. Cuando Milanés terminó la canción, la mayor de ellas apenas tenía unos días de vida y las letras están inspiradas en la alegría del amor por su esposa y por el nacimiento de su hija.

## Versión de Danza Invisible
En 1990 la banda de pop española Danza Invisible versionó el clásico del cubano, incorporándolo a su álbum de estudio Catalina. Con esta iniciativa se dio a conocer la canción a una nueva generación de jóvenes en España. La canción fue editada además como disco sencillo.